# Madrepor
Madrepor („mama porilor”) este un gen de corali pietroși, care formează adesea recife sau insule în zone tropicale. Numele Madrepor și Madreporaria erau folosite anterior pentru orice coral pietros din familia Scleractinia. Madreporii se reproduc în trei moduri distincte, așa cum a descoperit zoologul marin Anne Thynne (1800-1866).

## Specii
Genul Madrepora conțin următoarele specii:
- Madrepora arbuscula (Moseley, 1881)
- Madrepora carolina (Pourtalès, 1871)
- Madrepora dichotoma Rehberg, 1891
- Madrepora mexicana Rehberg, 1891
- Madrepora minutiseptum Cairns & Zibrowius, 1997
- Madrepora oculata Linnaeus, 1758
- Madrepora papillosa Rehberg, 1891
- Madrepora pelewensis Rehberg, 1891
- Madrepora philippinensis Rehberg, 1891
- Madrepora porcellana (Moseley, 1881)
- Madrepora repens Rehberg, 1891
- Madrepora rudis Rehberg, 1891
- Madrepora securis Dana, 1846
- Madrepora subtilis Klunzinger, 1879
- Madrepora trochiformis Pallas, 1766 †